# Бардинський район
Бардинський район (азерб. Bərdə rayonu) — адміністративна одиниця (район) у центральному Азербайджані. Центр — місто Барда.

## Етимологія
Назву район отримав від районного центру — міста Барда.

## Історія
Бардинський район утворено 8 серпня 1930 року.

## Географія і природа
Район межує на північному заході з Євлаським, на північному сході з Агдаським, на півночі з Зердабським, на півдні з Агдамським і Агджабединським, на заході з Тертерським районами.
Територія Бардинського району розташована в центрі Карабаської рівнини. Рельєф району переважно складається з похилої і хвилястої рівнини. Висота сягає позначки більше 200 метрів. Територія складається з антропогенових відкладів. На території розташовані глиняні, галькові і піщані родовища. У селі Муганли розташоване джерело з лікувальною мінеральною водою. Ґрунти бурі і бурі лучні. Уздовж Кури простягаються рідкі тугайні ліси загальною площею 7,3 тисяч гектарів. Ландшафти лучно-лісові і гірсько-лісові, гірсько-лучні і скелясті. Рослини переважно сухі степові і напівпустельні. З тварин на території району проживають лисиці, сірі зайці, вовчки сірі тощо. З птахів — турачі, фазани, гуси, качки та інші. В районі розташований Бардинський державний заказник.
Клімат помірний спекотний, сухий субтропічний. Середня температура в січні коливається від 1,2 до 1,8°С, у липні від 25,6 до 26,5°С. Середньорічний рівень опадів — 250—350 мм. Через територію району протікають річки Тертер і Хачинчай, вздовж північно-східної межі протікає Кура. Для поливання використовується вода з Верхньо-Карабаського каналу і Тертерчайського водосховища. Для меліорації солончаків важливим є Міль-Карабаський колектор.

## Населення
| Чисельність населення | Чисельність населення | Чисельність населення | Чисельність населення | Чисельність населення | Чисельність населення | Чисельність населення | Чисельність населення | Чисельність населення | Чисельність населення | Чисельність населення | Чисельність населення |
| 1939                  | 1959                  | 1970                  | 1976                  | 1979                  | 1989                  | 1991                  | 1999                  | 2009                  | 2013                  | 2014                  | 2017                  |
| --------------------- | --------------------- | --------------------- | --------------------- | --------------------- | --------------------- | --------------------- | --------------------- | --------------------- | --------------------- | --------------------- | --------------------- |
| 37 530                | ▲52 211               | ▲73 904               | ▲81 000               | ▲85 501               | ▲109 489              | ▲112 600              | ▲129 600              | ▲141 646              | ▲148 100              | ▲149 500              | ▲154 200              |

На 2009 рік 72 % населення проживає в селах. Крім азербайджанців також проживають турки-месхетинці, росіяни та інші

## Господарство і економіка району
В радянський час у районі було розвинене переважно сільське господарство, були збільшені обороти бавовництва, тваринництва, рільництва, коконівництва. 1975 року в районі працювали 21 колгосп і 1 радгосп. На 1975 рік у районі придатних земель було 74,9 тисячі гектарів, з них: 35,7 тисяч гектарів орних земель, 1,9 тисяч гектарів земель, виділених під багаторічні рослини, 1,9 тисячі гектарів земель, залишених для відпочинку, 800 гектарів, виділених під сінокіс, 34,6 тисячі гектарів пасовищ. З 35,7 тисяч гектарів 33 % виділено під зернові і зернобобові культури, 45 % під технічні культури, 1 % під овочі і картоплю, 21 % — під кормові культури. У 1970-х розпочато розвиток виноградарства. Для розвитку вирощування великої рогатої худоби створено тваринницький комплекс та міжколгоспне об'єднання з підгодівлі. У радгоспах і колгоспах району утримувалося 17,8 тисяч голів великої рогатої худоби та 60,4 тисяч голів дрібної. 1976 року господарства району продали державі 56 тисяч тонн бавовни (11 % від усієї виробленої в Азербайджанській РСР). В районі були масло-сирний комбінат, бавовноочисний завод, заводи зрідженого газу і залізобетонних конструкцій, швейна фабрика, електромережа, районний відділ тресту «Азсільгосптехніка», комбінати побутового обслуговування та місцевої промисловості. Було лісове господарство.
Нині район належить до Аранського економічного району. Бардинський район є переважно сільськогосподарським районом. У господарствах на 2017 рік утримувалося 92537 голів великої, 140503 голів дрібної рогатої худоби і 420300 голів птиці. 2017 року в районі придатних земель було 76,4 тисячі гектарів — з них 54,4 тисяч гектарів орних земель. 2017 року в районі вироблено 55179 тонн зерна, 24 тонни бобових, 22402 тонни бавовни, 33013 тонн цукрових буряків, 1991 тонну картоплі, 549 тонн зерен соняшника, 42877 тонн овочів, 8491 тонн фруктів і ягід, 2512 тонн винограду і 28200 тонн баштанних культур.
В районі діють ВАТ «Qarabağ-Pambıq», маслосироробний завод ВАТ «Yağ-Pendir», будівельна фірма «Fərid», хлібозаводи ВАТ «Qarabağ-Çörək» і «Bərdə çörək zavodu», макаронна фабрика, завод метало-пластичних виробів, цегельний завод, завод залізобетонних конструкцій, деревообробний завод.

## Інфраструктура
Через район проходить залізниця Євлах-Агдам, автодороги Євлах-Лачин-Нахічевань і Євлах-Агджабеді. Раніше через район проходило відгалуження газопроводу Карадаг-Акстафа-Тбілісі-Єреван.
На 2017 рік у районі діяло 46 АТС і 39 поштових відділень.

## Культура, освіта та охорона здоров'я
В районі видається громадсько-політична газета «Барда» (до 1939 року — «Кизил Барда», в 1939—1965 роках — «Сталін йолу», в 1965—1990 роках — «Комунізм йолу»). 1964 року розпочато мовлення місцевої редакції радіо.
В районі на 2009 рік було 32 дошкільних установи, 75 загальноосвітніх шкіл, 2 професійне училище і коледж, 74 клуби, 31 будинок культури, музей, 109 бібліотек.
У Бардинському районі знаходяться 13 лікарень на 940 ліжок, стоматологічна поліклініка, 32 лікарські амбулаторії, пологовий будинок, центр епідеміології та гігієни, 57 фельдшерсько-акушерських пунктів, шкірно-венерологічний і протитуберкульозний диспансери. На 2009 рік у медзакладах району працювало 316 лікарів, з них 14 стоматологів, 995 середніх медичних працівників, з них 254 акушери.
Бардинський район багатий архітектурними пам'ятниками. У районі розташовані: залишки мосту через річку Тертер (VII—IX століття), Бардинський мавзолей (1322), мавзолей Асхадан-баба (XIV століття), мечеть Ібрагіма (XVIII століття), восьмигранний мавзолей у селі Гюльоглулар (XVIII століття), лазня в селі Ширванли (XVIII—XIX століття) тощо.